# 1697

## Родени
- 7 октомври – Каналето, италиански художник
- 10 ноември – Уилям Хогарт, английски художник

## Починали
- 29 март – Николаус Брунс, германски композитор
- 5 април – Карл XI, шведски крал